# Кримунас
Кри́мунас (латыш. Krimūnas) — населённый пункт в южной части Латвии, расположенный в Кримунской волости Добельского края. До 1 июля 2009 года входил в состав Добельского района.
Является центром Кримунской волости. Расстояние до Добеле — 9 км, до Риги — 72 км. По данным на 2015 год, в населённом пункте проживало 438 человек.

## История
После Второй мировой войны служило центром совхоза «Кримунас». Населённый пункт был центром Кримунского сельсовета Добельского района. В селе располагался Добельское плодоводческое опытное хозяйство.
В селе имеются: 2 магазина, Кримунская основная школа, библиотека, фельдшерский и акушерский пункт, почтовое отделение.